# 아오이모리 철도

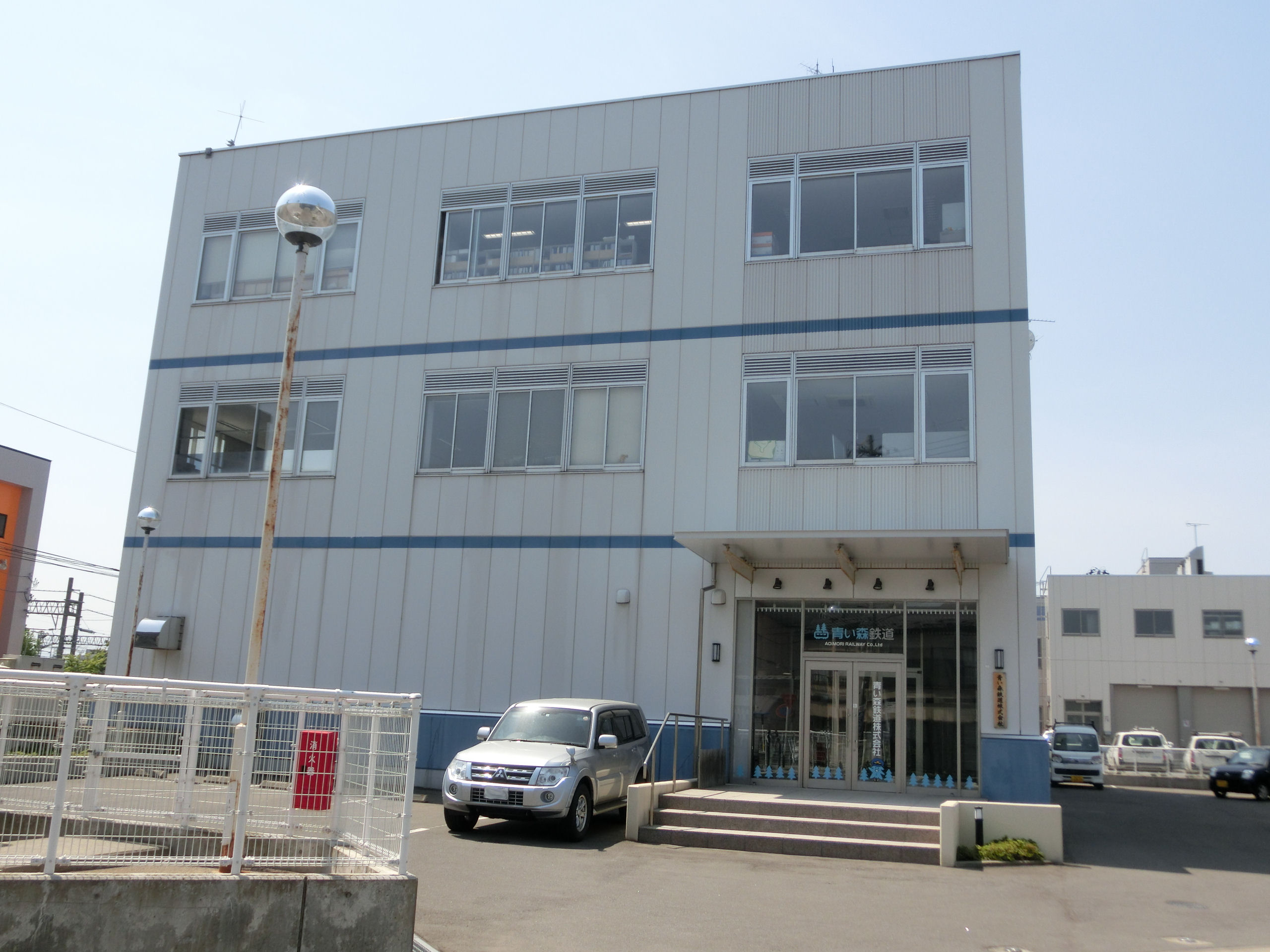

아오이모리 철도(일본어: 青い森鉄道 아오이모리데쓰도우[*])는 도호쿠 신칸센 모리오카 - 하치노헤 사이 개업과 하치노헤 - 신아오모리 사이 개업에 수반해 병행 재래선으로서 동일본 여객철도으로부터 경영 분리되게 된 도호쿠 본선 모리오카 - 하치노헤 - 아오모리 간 가운데, 아오모리현안의 부분을 운영하는 제3종 철도 회사이다. 이와테현안의 부분은 IGR이와테 은하 철도가 운영한다.
선로 등의 시설은 아오모리 현이 제3종 철도 사업자로서 보유해, 아오이모리 철도는 제2종 철도 사업자으로서 그 선로를 사용해 철도 사업을 영위하는 「상하 분리 방식」을 일본의 제3종 철도로서 처음으로 채용했다.
구 일본 국철·JR선으로부터 운영을 계승한 제3종 철도 회사로서 유일하게 일본 민영 철도 협회에 가맹하고 있다.

## 노선
아오이모리 철도선: 메토키역 - 아오모리 역(121.9 km)
- 엄밀하게는 메토키 역 남쪽의 현 경계상에 있는 회사 분계점으로부터 하치노헤 역 방향 남쪽의 회사 경계점까지.

역은 아오모리 역과 하치노헤역, 미사와 역, 아사무시온천 역, 노헤지 역, 코미나토 역, 카미기타초 역, 옷토모 역, 시모다 역이외는 무인역이다. 아오모리·하치노헤 역의 업무는 모두 JR 동일본에 위탁되고 있으며, 미사와·아사무시온천·노헤지·코미나토·카미기타초·옷토모·시모다 역의 업무는 당사가 직영으로 운영되고 있는 직영역이다. 또, 열차의 운행 관리, 지령 업무 등은 모두 IGR 이와테 은하 철도에 위탁되고 있다.

## 차량
- 아오이모리 701계 - 2량편성 2차량,합계 4량이 재적한다.
  - 아오이모리 701-101+아오이모리 700-101: 아오이모리 철도 개업시에 새로 들여온 차량. 차내는 세미 크로스시트.
  - 아오이모리 701-1+아오이모리 700-1: 아오이모리 철도 개업시에 JR 동일본에서 701계를 받아 도장을 변경해, 차내 안내 표시기를 설치한 차량. 차내는 롱 시트.

차량의 관리는 IGR이와테 은하 철도에 위탁하고 있다.

## 운임
어른 보통 여객 운임(소아는 반액). 2004년 12월 1일 현재.
| 메토키 |      |              |        |          |            |          |
| 250    | 미토 |              |        |          |            |          |
| 260    | 250  | 스와노타이라 |        |          |            |          |
| 320    | 260  | 250          | 겐요시 |          |            |          |
| 440    | 320  | 260          | 250    | 도마베치 |            |          |
| 550    | 440  | 320          | 260    | 190      | 북다카이와 |          |
| 660    | 550  | 440          | 320    | 260      | 250        | 하치노헤 |
다만, 아래와 같은 구간에서는 승계할인 운임(소아는 반액)이 적용된다.
- 메토키역 - 이와테 은하 철도선 직결

| 도메이 | 긴다이치온센 |              |
| ------ | ------------ | ------------ |
| 440    | 340          | 미토         |
| 450    | 350          | 스와노타이라 |
- 하치노헤역 - 도호쿠 본선·하치노헤 선 직결

| 도마베치 | 북다카이와 |              |
| -------- | ---------- | ------------ |
| 390      | 380        | 무쓰이치카와 |
| 430      | 420        | 시모다       |
| 380      | 370        | 나가나와시로 |
| 380      | 370        | 혼하치노헤   |

## 할인·기획 승차권

### 아오이모리 철도의 할인·기획 승차권
- 회수권
  - 구입으로부터 3개월간 유효. 11매로 아오이모리 철도선 내의 어른, 소아의 보통 운임의 10배의 가격. 어른용의 회수권 한 장으로 소아가 2사람 승차하는 것이 가능.
- 직결 미니 회수권
  - 구입으로부터 3개월간 유효. 6매 묶음. 설정 구간은 혼하치노헤 - 북다카이와(2100 엔), 혼하치노헤 - 도마베치(2160 엔).
- 단체 할인
  - 8사람 이상 단체 탑승하는 경우에 구입 가능. 아오이모리 철도의 공식 사이트에서도 신청서를 제공하고 있다.
    - 보통 단체：2할인
    - 학생 단체(어른)：5할인
    - 학생 단체(아동·유아)：3할인
    - 교원·대리인：3할인(인원수의 제한 없음)

### 타사의 할인·기획 승차권
- 3회연속 휴일 패스(JR 동일본)
  - 지정의 3일간 전열차 승하차 자유. 하차시에 승무원과 역무원에 제시한다.
- 홋카이도&동일본 패스(JR 홋카이도, JR 동일본)
  - 춘·하·동의 특정 기간, 전열차 승하차 자유. 하차 시에 승무원과 역무원에 제시한다.

## 도호쿠 신칸센 신아오모리 연장 문제
2010년 12월 4일에 도호쿠 신칸센 하치노헤 - 신아오모리 간 개업에 따라, 병행 재래선인 도호쿠 본선 하치노헤 - 아오모리 사이도 JR 동일본에서 아오이모리 철도 경영 분리되었지만, 이구간의 경영 분리에 관해서 다음과 같은 처우가 이루어지고 있다.

### 운임
2010년 5월 31일에 도호쿠 운수국으로부터 인가된 내용에 따르면, 12월 4일부터 시행된 새 운임은 하치노헤-아오모리 간에 관해서는 기존의 JR 운임으로부터 1.37배(10 엔 미만 반올림)에 1개월 통근 정기 운임에 대해서는 이 1.65배(10 엔 미만 절상)에 각각 인상되었다. 다만 통학 정기 운임에 대해서는 동결되었다. 동시에(12월 4일부터) 메토키-하치노헤 간 통학 정기도 JR 운임과 동액으로 인하됐다.
또한 각 역간의 보통 운임·정기 운임에 대해서는 아오이모리 철도의 사이트에서 공개되고 있다.

### 오미나토 선 및 하치노헤 선 처리
도호쿠 본선 아오모리 현 구간의 아오이모리 철도로의 이관에 의해서, 오미나토 선은 JR 동일본의 다른 노선을 접속하지 않는 노선이 되었으며, 하치노헤 선도 JR 동일본의 다른 재래선은 접속하지 않는 노선이 됐다.

### 이와테 은하 철도선과 연결
2010년 12월 시점에서, 이와테 은하 철도선과 모리오카-하치노헤 간에 상호 직통 운전을 실시하고 있으며, 아오모리 개업 이전과 비교하면 직통 열차 편수는 감축 운항되었다. 고즈야·니노헤-하치노헤-아오모리 간 직통 열차도 설정되어 있다.

## 같이 보기
- 시나노 철도
- IGR 이와테 은하 철도